# Sergio Batista
Sergio Daniel "Checho" Batista (* 9. listopad 1962 Buenos Aires) je bývalý argentinský fotbalista. Nastupoval většinou na postu záložníka. V současnosti je fotbalovým trenérem.
S argentinskou reprezentací vyhrál mistrovství světa v Mexiku roku 1986.. Má i stříbrnou medaili ze světového šampionátu v Itálii roku 1990. V národním mužstvu působil v letech 1985–1990 a odehrál 39 utkání.
S klubem Argentinos Juniors získal nejprestižnější jihoamerickou pohárovou trofej – Pohár osvoboditelů (1985).
S Juniors získal též dva tituly mistra Argentiny (1984, 1985), jeden titul získal s River Plate Buenos Aires (1989/90).
Po skončení hráčské kariéry se stal trenérem, v letech 2007–2010 vedl argentinskou reprezentaci do 20 let a dovedl ji k vítězství na olympijském turnaji roku 2008 v Pekingu. V letech 2010–2011 trénoval argentinský národní tým.